# Pharco Football Club
Maillots
Actualités
Le Pharco Football Club ou Pharco FC abrégé en PFC, (en arabe : نادي فاركو لكرة القدم ) est un club égyptien de football fondé en 2010,, son siège est basé dans la région d'Amreya à Alexandrie,. Il évolue en Egyptian Premier League depuis 2021.
Le club joue dans le stade Borg Al Arab à Alexandrie.

## Toponymie
Pharco FC tire son nom de la société qui en est propriétaire, la compagnie pharmaceutique Pharco Pharmaceuticals.

## Histoire

### Fondation et débuts (2010-2020)
Le Pharco Football Club est fondé en 2010 par Ezz Yashar Helmy petit fils du docteur Hassan Abbas Helmy le fondateur de la compagnie pharmaceutique Pharco Pharmaceuticals qui est la société mère du groupe Pharco.
Ezz Yashar Helmy a suggéré la création d'un club pour l'entreprise, après avoir remporté un tournoi du Ramadan au Sporting Club.

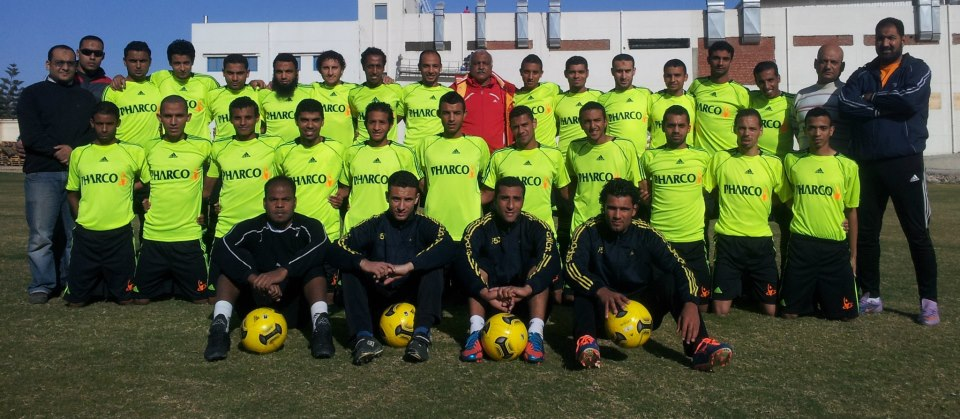
Le Pharco FC en 2012-2013.

La première équipe du Pharco FC était composée d'un groupe d'employés de l'entreprise. Le club a joué deux saisons en 4e division égyptienne, puis a été promu en 3e division. En 2014, il a été promu en deuxième division d'Égypte, lors de sa première saison en D2 (2014-15), le club était sur le point d'accéder en première division après avoir été champion du groupe F en D2, mais l'a perdu lors des matchs barrages de promotion.  
En 2020, pour la deuxième fois Pharco FC était très proche de l'accession en première division, où il a été battu de justesse par Ghazl El Mahallah.

### Accession historique (2021)
En 2021, après sept saisons en deuxième division, le club a réussi à obtenir la première promotion de son histoire en première division égyptienne, devenant ainsi le 73e club qui participe à la Premier League. Durant cette saison le club était en lutte avec le Haras El-Hedood Club, qui était à égalité jusqu'au bout avec Pharco FC, mais ce dernier avait l'avantage à la différence de buts.

## Image et identité du club

### Logo
Le logo du club porte la couleur orange qui est utilisée dans le logo de la société propriétaire Pharco Pharmaceuticals.

Logo de Pharco Pharmaceuticals
Logo de Pharco FC

### Équipementier
En 2021, le club passe un contrat avec l'entreprise espagnole des équipements de sport; Kelme, pour la saison 2021-2022 puis 2022-2023.

## Palmarès et bilan

### Palmarès
| Compétitions nationales                                                                         |
| ----------------------------------------------------------------------------------------------- |
| - Egyptian Second League (Gr. C / Gr. F) (2) - Champion : 2015 et 2021. - Vice-champion : 2020. |

### Bilan sportif

#### Résultats en Championnat d'Égypte par saison
Liste des classements du Pharco FC en Championnat d'Égypte par saison,:
- 2011-12 : D4, ?e
- 2012-13 : D4, ?e
- 2013-14 : D3, ?e
- 2014-15 : D2 Gr. F, 1re
- 2015-16 : D2 Gr. F, 2e
- 2016-17 : D2 Gr. C, 4e
- 2017-18 : D2 Gr. C, 6e
- 2018-19 : D2 Gr. C, 9e
- 2019-20 : D2 Gr. C, 2e
- 2020-21 : D2 Gr. C, 1re
- 2021-22 : D1, 8e
- 2022-23 : D1, e

*D1 : Championnat d'Égypte de football, D2 : Championnat d'Égypte de football de 2e division, D3 : Championnat d'Égypte de football de 3e division, D4 : Championnat d'Égypte de football de 4e division.

## Joueurs et personnages du club

### Joueurs

#### Transferts les plus chers
| Rang | Joueurs       | Indemnité | Provenance            | Saison    |
| ---- | ------------- | --------- | --------------------- | --------- |
| 1er  | Saif Thierry  | 431 000 € | Al Merreikh Omdurman  | 2021-2022 |
| 2e   | Azmi Ghouma   | 300 000 € | Club sportif sfaxien  | 2021-2022 |
| 3e   | Shokry Naguib | 281 000 € | Ismaily Sporting Club | 2021-2022 |
| 4e   | Ramy Sabry    | 270 000 € | ENPPI Club            | 2021-2022 |
| 5e   | Yassin Marei  | 156 000 € | Zamalek Sporting Club | 2022-2023 |

### Anciens entraîneurs
| Pays | Nom                | Période   |
| ---- | ------------------ | --------- |
|      | Alaa Nouh          | 2014-2015 |
|      | Khaled El Kamash   | 2016-2017 |
|      | Rui Águas          | 2017      |
|      | Ayman El Mizzayn   | 2017-2018 |
|      | Mohamed Salah      | 2018-2019 |
|      | Abdelnaser Mohamed | 2018-2019 |
|      | Ahmed Ashour       | 2019-2020 |
|      | Magdy Abdel-Aaty   | 2020-2022 |
|      | Nuno Almeida       | 2022      |
|      | Ehad Galal         | 2022-     |

### Présidents
Dès sa fondation en 2010, le Pharco FC est dirigé par Ezz Yashar Helmy, qui est le plus jeune président de club dans le championnat égyptien, lors de la saison 2021-2022.
| Pays | Nom              | Période |
| ---- | ---------------- | ------- |
|      | Ezz Yashar Helmy | 2010-   |

## Infrastructure du club

### Stades
Le Pharco FC a accueilli ses adversaires sur les stades d'Alexandrie, dont le stade Haras El-Hedood, le stade d'Alexandrie et le Stade Borg Al Arab. 

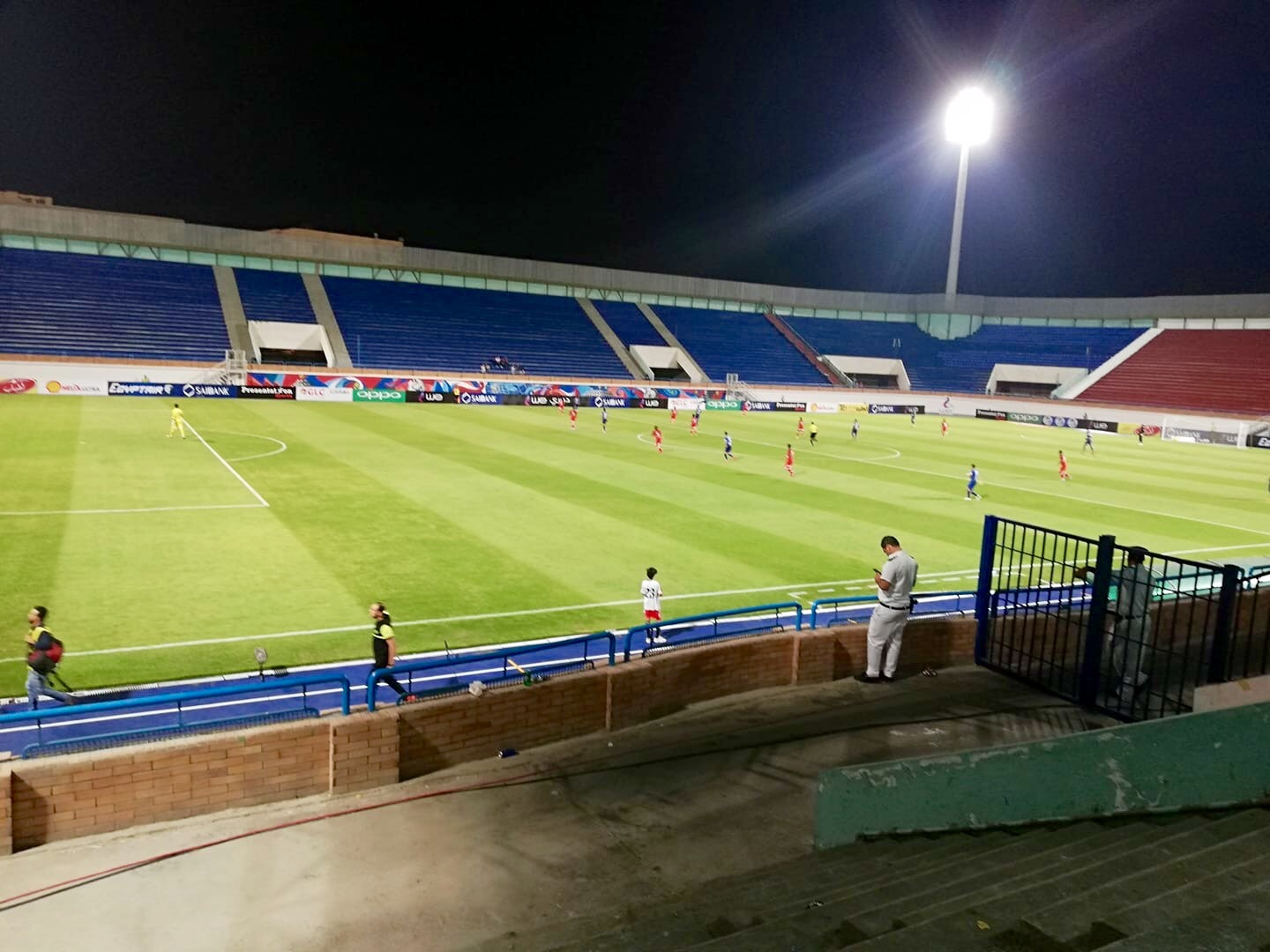
Le Stade Haras El-Hedood
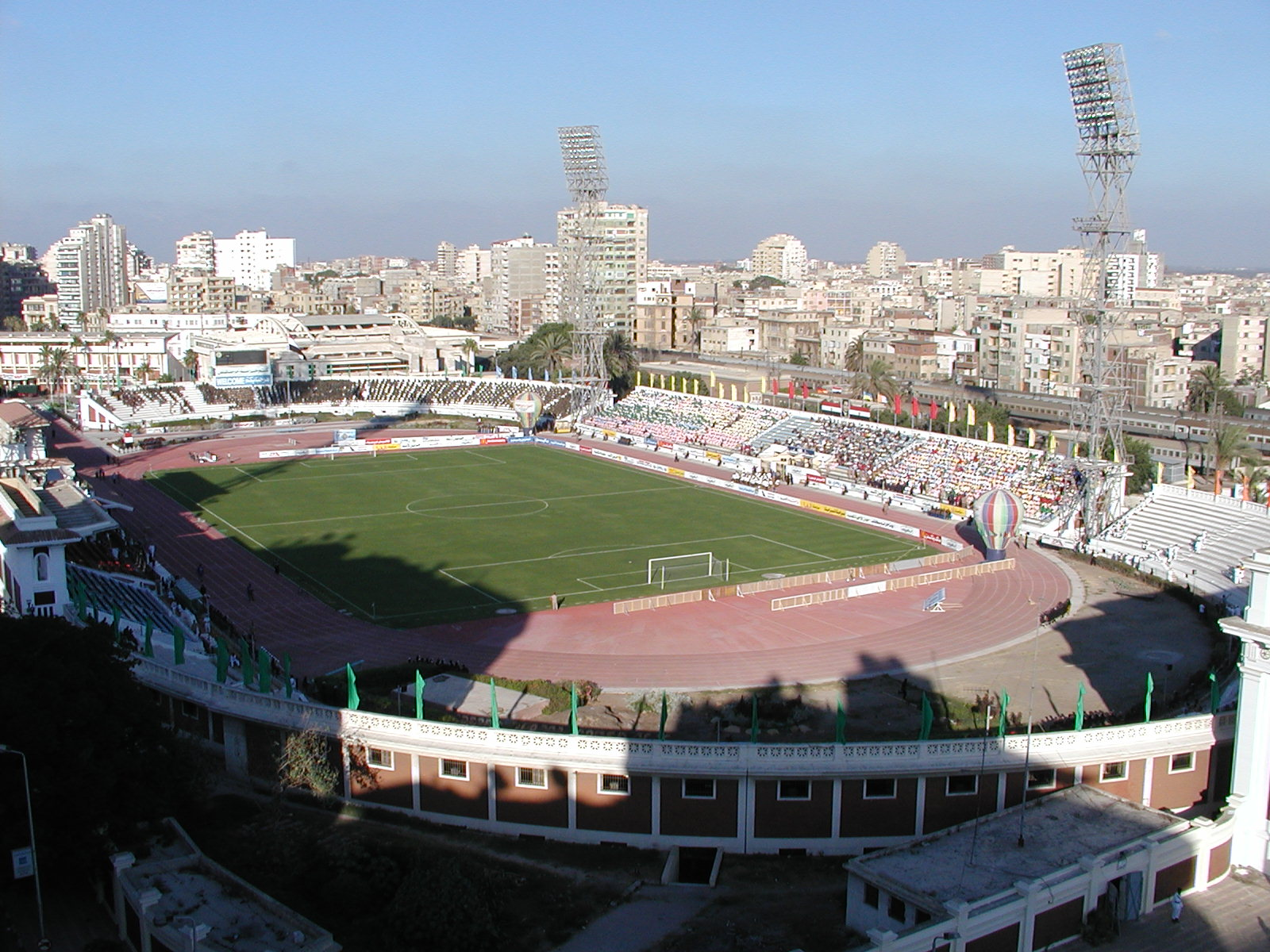
Le stade d'Alexandrie
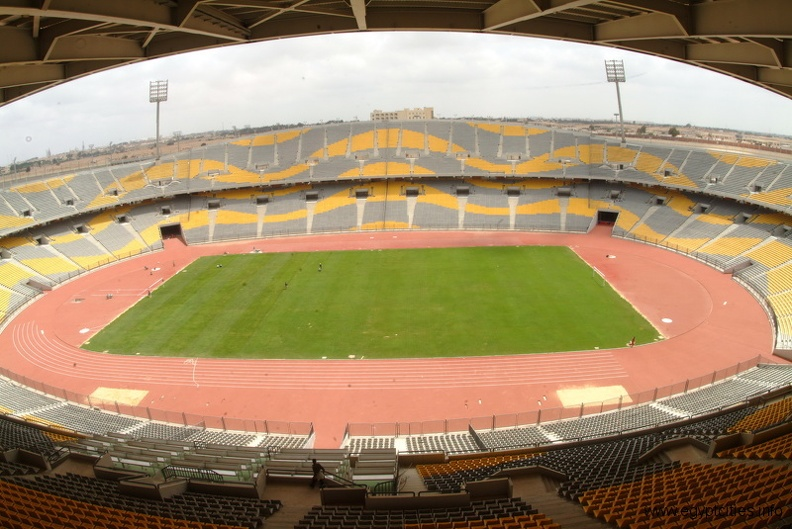
Le stade Borg Al Arab